# پناهگاه حیات‌وحش فسیاخالی
پناهگاه حیات‌وحش فسیاخالی (به لاتین: Fasiakhali Wildlife Sanctuary) یک منطقه حفاظت‌شده در بنگلادش است که در Cox's bazar District, Barisal Division, Bangladesh واقع شده‌است.